# الدوري الأوروبي لكرة السلة 2012-2013
الدوري الأوروبي لكرة السلة 2012-2013 هو الموسم 13 من  الدوري الأوروبي لكرة السلة. أقيم خلال الفترة 11 أكتوبر 2012 وحتى 12 مايو 2013، والذي يشرف على تنظيمه اتحاد الدوريات الأوروبية لكرة السلة ‏، وكان عدد الأندية المشاركة فيه  24 ، وفاز فيه نادي أولمبياكوس لكرة السلة.